# Acantholimon halophilum
Acantholimon halophilum är en triftväxtart som beskrevs av Bokhari. Acantholimon halophilum ingår i släktet Acantholimon och familjen triftväxter. Utöver nominatformen finns också underarten A. h. coloratum.